# Далекий простір
«Далекий простір» — роман українського письменника Ярослава Мельника;, що вперше вийшов у видавництві «Книжковий клуб "Клуб сімейного дозвілля"» 2013 року. Видавництво визначило жанр твору як трилер, а сам автор також як філософська фантастика, також роман має виражені риси антиутопії.

## Сюжет
У далекому майбутньому люди внаслідок спеціальної обробки мозку позбавлені зору. Всі орієнтуються на слух і вірять, що реальне тільки те, що можна почути. Як наслідок вийшли з ужитку поняття свободи, краси та інші. Відлік часу більше не ведеться за днями, бо ніхто не розуміє, що таке день і ніч. Габр має рідкісну «хворобу», він почав бачити «далекий простір», який лікарі називають галюцинацією. Габру призначають приймати ліки та носити пломби на очах до повного одужання. Потім Габр зустрічається з професором Мокром, з яким обговорює старовинні книжки. Той припускає, що в минулому люди користувалися зором і «галюцинації» насправді і є реальністю. Дівчина Габра, Ліоз, переживає за нього, але її втішає, що Габр лікується.
Група повстанців, очолювана Оксом Нюрпом, визволяє Габра з лікарні. Вони забирають Габра до свого сховку та планують використати проти влади, оскільки Габр — один з небагатьох зрячих людей. Але коли йому знімають пломби з очей, він каже, що нічого не бачить. Потім Габр зізнається підпільниці Нії, що збрехав.
Подорожуючи за межі міста з Нією, Габр відчуває своє безсилля та несвободу. Він вирішує повернутися й продовжити «лікування», щоб його позбавили не тільки зору, а й спогадів. Габр прибуває до міста, зустрічає свого друга Шилга, але сприймає його зовсім інакше, маючи зір. Він намагається розповісти другу про похмурий світ навколо, але той не розуміє Габра, так само, як і мати, Ліоз та інші, з ким він раніше спілкувався. Окс намагається переконати Габра в необхідності знищити місто.
На Габра починається полювання. Але оскільки він має перевагу, орієнтуючись у просторі зором, то уникає переслідування. Коли Габр усе ж опиняється в оточенні, його рятує агент повстанців Ширп. Він дає вибір: потрапити в руки влади чи служити підпіллю. Габр виконує його завдання, проникає в Центр Електронного Управління, щоб викрасти носій даних. На свій подив він бачить, що працівники Управління теж зрячі. Один з них, пан Річардсон розповідає Габру, що люди потребують контролю. Дочка Річардсона, Наталі, знайомиться з Габром і показує йому красу світу.
Габр вирішує покинути місто з Нією, щоб подорожувати світом.

## Головні герої
- Габр Силк — науковець, працівник університету, що прозрів
- Окс Нюрп — керівник повстанців
- Нія — одна із повстанців
- Наталі — донька Річардсона
- Річардсон — член Вищої Державної Наради
- Ліоз — дівчина Габра
- Мокр — професор, старший співпрацівник Габра

## Видання
Передмову до книги написала Марія Матіос. Роман став переможцем літературної нагороди «Книга року ВВС-2013». «Далекий простір» також отримав Премію Валерія Шевчука за найкращий сучасний роман року. Роман був фіналістом «Книги року 2009» в Литві.
У 2017 р. «Далекий простір» був виданий у Франції (Видавництво Agullo editions), де став «Книгою року» (премія «Libr'a nous», вибір з 450 романів), потрапивши в довгий, затим у короткий список і, врешті, отримавши звання переможця. У Франції було опубліковано близько 20 рецензій паризьких критиків на роман, в тому числі в таких основних ЗМІ, як «Le Monde», «Le Figaro», «Telerama». «Le Point». «Canard enchaine» тощо. 2019 року «Далекий простір» був перевиданий у Франції в престижному кишеньковому форматі масовим тиражем видавництвом «Le livre de poche»[джерело?].
У 2018 р. «Далекий простір» потрапив у фінал основної Європейської премії «Utopiales», яку присуджують за найкращий фантастичний твір, написаний європейським письменником.
У 2019 р. роман перевиданий в Україні у новій редакції видавництвом «Абабагаламага»[джерело?].
З 2018 р. «Далекий простір» включений в програму 11 класу середніх шкіл України як українська сучасна література для читання на вибір.

## Огляди
Ігор Котик з ресурсу «ЛітАкцент» сказав, що «це роман про шлях до тих стовпів, що ген там за обрієм підпирають небо. Роман про те, що відчуваєш, коли світ втрачає владу над тобою, про те, де збувається сказане: „світ ловив мене.., але не спіймав“».
Богдан Пастух з ресурсу «Буквоїд» сказав, що: «автор через символічні сцени намагається показати проблему людини в сучасному світі, де його розвиток визначають закриті товариства… антиглобалізаційний твір, атакуючи глобалізаційні процеси, робить це в спосіб зображення уніфікованої картини світу, акцентуючи в ній на можливості в такому світі Зла».
Ольга Герасим'юк на BBC Україна написала про роман: «Чергова книга Мельника знову вносить у літературу сучасної України дражливий мотив: він звучить просто інакше, не по-українськи в звичному розумінні, це не тут, і не там — це в світі. Це — інакший, мельниківський, окремий спосіб розказувати про людину і світ. Це строго, без сліз — але дере по серцю тим більше. Але це — дуже про нас, про прозріння як порятунок — і як біль без варіантів. Це створено з великою повагою до читача не масових творів, а тих, хто прагне вищого…».
Оксана Рокосовська на BBC Україна сказала: «Ми всі хочемо свободи. Внутрішньої. Всі страждаємо від того, що ми дрібні, що живемо „близьким“, а не „далеким“. „Тут і тепер“, а не „там і завтра-вчора“. Низькими пристрастями, а не високими почуттями. Ми всі хочемо вийти за межі простору і часу. За межі дрібного в нас. І це в нас говорить наша вічна душа».
Ірина Славінська на сайті «Українська правда. Життя» написала: «якщо чесно, на мою думку, роман доволі слабкий. Він вторинний у сенсі змісту та надто „розжовує“ самоочевидні смисли, ніби текст писаний для дітей і підлітків, які можуть не впізнати символу „сліпоти“».
Валентин Лученко на BBC Україна написав: "Може, ми ще не готові до приходу такої літератури? Наше «красне письмо» досі не може вирватися з глухого кута провінційності та загуменковості, то й шанує різноманітні містечкові «феномени», поетів-"поп-зірок"та різного штибу псевдолітературні мильні бульбашки… Але потребує — як ковтка свіжого повітря — письменників із таким потужним талантом, як у Ярослава Мельника. А ще — професійних критиків, які донесуть до читача вісточку: є таки в Україні кілька справді вартісних письменників, що можуть презентувати наше слово у світовій прозі. ".

## Видання
- 2013 рік — видавництво «Книжковий клуб „Клуб сімейного дозвілля“».

## Рецензії
- Справжній народ — це не сліпа юрба, охоплена масовими емоціями, а сукупність зрячих індивідуальностей (Інтерв'ю «Дзеркало тижня») [Архівовано 14 липня 2014 у Wayback Machine.]
- «Новий Бредбері»? (газета «День») [Архівовано 9 березня 2014 у Wayback Machine.]
- «О, вгадай хто-небудь у мені великого птаха…» (Буквоїд) [Архівовано 12 липня 2014 у Wayback Machine.]
- Людина і далечінь (Друг читача, рецензія Дмитра Дроздовського) [Архівовано 20 липня 2014 у Wayback Machine.]
- «Далекий простір» Мельника: роман поза жанром (BBC Книга року) [Архівовано 16 листопада 2013 у Wayback Machine.]
- Темінь навколо і вічне світло душі: рецензія на книгу Ярослава Мельника (BBC Книга року) [Архівовано 9 листопада 2013 у Wayback Machine.]
- Основа для блокбастера (BBC Книга року, рецензія члена журі Ольги Герасим'юк) [Архівовано 1 листопада 2013 у Wayback Machine.]
- Біцефрасол і туга за свободою (Літакцент) [Архівовано 4 листопада 2013 у Wayback Machine.]
- Очі як рука розуму (Буквоїд) [Архівовано 5 листопада 2013 у Wayback Machine.]
- Марія Матіос. Свобода українського литовця Ярослава Мельника (Літакцент) [Архівовано 23 березня 2015 у Wayback Machine.]
- Я.Мельник про «Далекий простір» (Інтерв'ю BBC Ukraine) [Архівовано 24 листопада 2013 у Wayback Machine.]

| книги | Це незавершена стаття про книгу. Ви можете допомогти проєкту, виправивши або дописавши її. |